# 정년이 (드라마)
《정년이》는 2024년 10월 12일부터 2024년 11월 17일까지 방송된 tvN 토일 드라마이다. 6.25 전쟁 정전 후인 1950년대 후반을 배경으로 한다. 소리 천재인 주인공 정년이가 최고의 국극 배우에 도전하는 내용으로, 경쟁과 연대 속에서 주인공의 성장기를 그린 드라마이다.

## 제작진

### 제작사
- 스튜디오드래곤
- 스튜디오N
- 매니지먼트MMM
- 앤피오엔터테인먼트

### 제작
- 권미경
- 김상희
- 표종록

### 극본
- 최효비

### 연출
- 정지인

## 등장 인물

### 주요 인물
- 김태리: 윤정년 (19세) 역 - 매란국극단 연구생. 판소리 천재 소녀, 정자의 여동생. 용례의 딸. 소복의 제자
- 신예은: 허영서 (19세) 역 - 매란국극단 연구생, 영인의 여동생, 정년이의 라이벌
- 라미란: 강소복 (43세) 역 (아역: 최정운) - 매란국극단 단장. 정년이의 스승.
- 정은채: 문옥경 (34세) 역 - 매란국극단 단원. 매란국극단의 남자 주연을 도맡아 하고 있는 단원
- 김윤혜: 서혜랑 (34세) 역 - 매란국극단 단원. 매란국극단의 여자 주연을 도맡아 하고 있는 단원
- 우다비: 홍주란 (19세) 역 - 매란국극단 연구생, 정년이의 친구

### 매란 국극단 안 사람들

#### 정년이의 동기생
- 현승희: 박초록 (19세) 역 - 매란국극단 연구생, 정년의 동기생
- 정라엘: 서복실 (19세) 역 - 매란국극단 연구생, 초록, 연홍과 늘 같이 다니는 단짝. 초록과 마찬가지로 정년의 동기생
- 조아영: 진연홍 (19세) 역 - 매란국극단 연구생, 초록, 복실과 늘 같이 다니는 단짝

#### 연구생
- 이세영: 백도앵 (28세) 역 - 매란국극단 단원, 강소복 단장의 조카
- 채제니: 신원철 (21세) 역 - 매란국극단 연구생, 정년의 윗기수이자 영서의 동기생
- 박상아: 오필순 (21세) 역 - 매란국극단 연구생, 정년의 윗기수이자 영서의 동기생
- 김규리: 임숙영 (28세) 역 - 매란국극단 단원, 도앵의 동기생
- 장해민: 백소향 (24세) 역 - 매란국극단 단원, 영서의 윗기수
- 유하영: 조봉선 (25세) 역 - 매란국극단 단원, 영서의 윗기수
- 강채영: 김금희 (24세) 역 - 매란국극단 단원, 영서의 윗기수

#### 극단 사람들
- 류승수: 고대일 역 - 매란국극단 회계부 부장, 매란국극단의 수입과 지출을 관리하고 있다.
- 전세종: 권영섭 역 - 극작가, 유명한 극작가로 많은 국극 대본을 썼다.
- 김병춘: 이용근 역 - 고수, 매란국극단에서 고수를 맡고 있다.
- 구시연: 조수연 역 - 안무가, 매란국극단 공연 안무를 맡는 안무가.

### 정년의 가족
- 문소리: 서용례 역 (아역: 이가은) - 정자와 정년이의 엄마, 본명 채공선, 모종의 이유로 소리를 포기하고 자신의 신분을 숨기며 살았다.(특별출연)
- 오경화: 윤정자 역 - 정년의 언니, 용례의 딸(특별출연)

### 영서의 가족
- 장혜진: 한기주 역 - 영인이와 영서의 엄마, 유명한 소프라노. 성악 불모지였던 조선에서 독창회를 수차례한 스타
- 민경아: 허영인 역 - 영서의 언니, 소프라노. 기주의 딸

### 그 외 인물
- 김태훈: 박종국 역 - 방송국 PD
- 이미도: 패트리샤 김 역 - 가수
- 강지은: 임진 역 - 판소리 명창, 국창이란 소리까지 듣던 판소리 명창
- 이덕화: 공선 부 역 - 고수, 소리판을 한평생 따라다닌 고수. 공선의 아버지, 정년이의 외할아버지(특별출연)

### 기타 인물

#### 우리소리 국극단
- 우미화: 정남희 역 - 우리소리국극단 단장, 매란국극단과의 합동공연을 앞두고 필요 이상으로 소복을 견제하는 인물
- 송지오: 신금주 역
- 김가현 : 숙경 역

#### 외부 국극단
- 김혜진 : 낭랑 역
- 육현경 : 영광 역
- 곽영주 : 권옥춘 역

#### 그 외
- 미상: 의사 역
- 미상: 시장 상인 역
- 서성금
- 이종구

### 특별출연
- 오대환: 창호 역
- 이자람
- 이민지 : 소이 역 - 6.25 참전 여성의용군
- 장희진 : 홍매 역 - 과거 매란국극단 연구생 출신, 외부에서 따로 공연을 하지 말라는 규칙을 어겨 쫓겨난 인물

## 시청률
최저 시청률과 최고 시청률은 시청률 조사회사와 지역별로 시청률에 차이가 있을 수 있습니다.
| 2024년 | 2024년    | 2024년         | 2024년       |
| 회차   | 방송일    | AGB 시청률     | AGB 시청률   |
| 회차   | 방송일    | 대한민국(전국) | 서울(수도권) |
| ------ | --------- | -------------- | ------------ |
| 제1회  | 10월 12일 | 4.8%           | 5.7%         |
| 제2회  | 10월 13일 | 8.2%           | 8.9%         |
| 제3회  | 10월 19일 | 9.2%           | 8.9%         |
| 제4회  | 10월 20일 | 12.7%          | 13.6%        |
| 제5회  | 10월 26일 | 10.2%          | 10.2%        |
| 제6회  | 10월 27일 | 13.4%          | 13.7%        |
| 제7회  | 11월 2일  | 10.1%          | 10.3%        |
| 제8회  | 11월 3일  | 12.8%          | 12.9%        |
| 제9회  | 11월 9일  | 12.0%          | 12.7%        |
| 제10회 | 11월 10일 | 14.1%          | 14.3%        |
| 제11회 | 11월 16일 | 12.8%          | 13.5%        |
| 제12회 | 11월 17일 | 16.5%          | 17.1%        |

## 수상 목록
- 2024년 제10회 에이판 스타 어워즈 중편드라마 부문 여자 우수연기상 (정은채)
- 2024년 제10회 에이판 스타 어워즈 작품상 (정년이)
- 2024년 제10회 에이판 스타 어워즈 대상 (김태리)
- 2025년 제61회 백상예술대상 방송부문 예술상 (장영규)
- 2025년 제61회 백상예술대상 방송부문 여자 최우수연기상 (김태리)

## 참고 사항
- 여성국극을 소재로 한 작품인 만큼 주요 배역에 남성 배우가 없이 전부 여성 배우으로만 구성되어 있다.
- 극중 서용례와 강소복 역을 맡았던 문소리와 라미란은 같은 소속사 씨제스 스튜디오에 소속되어 있다.
- 극중 윤정년과 서용례 역을 맡았던 김태리와 문소리는 2018년에 개봉한 영화 리틀 포레스트 이후 6년만에 재회하였다.

## 같이 보기
- 대한민국의 텔레비전 드라마 목록 (ㅈ)
- 2024년 대한민국의 텔레비전 드라마 목록